# Wodospady Agua Azul

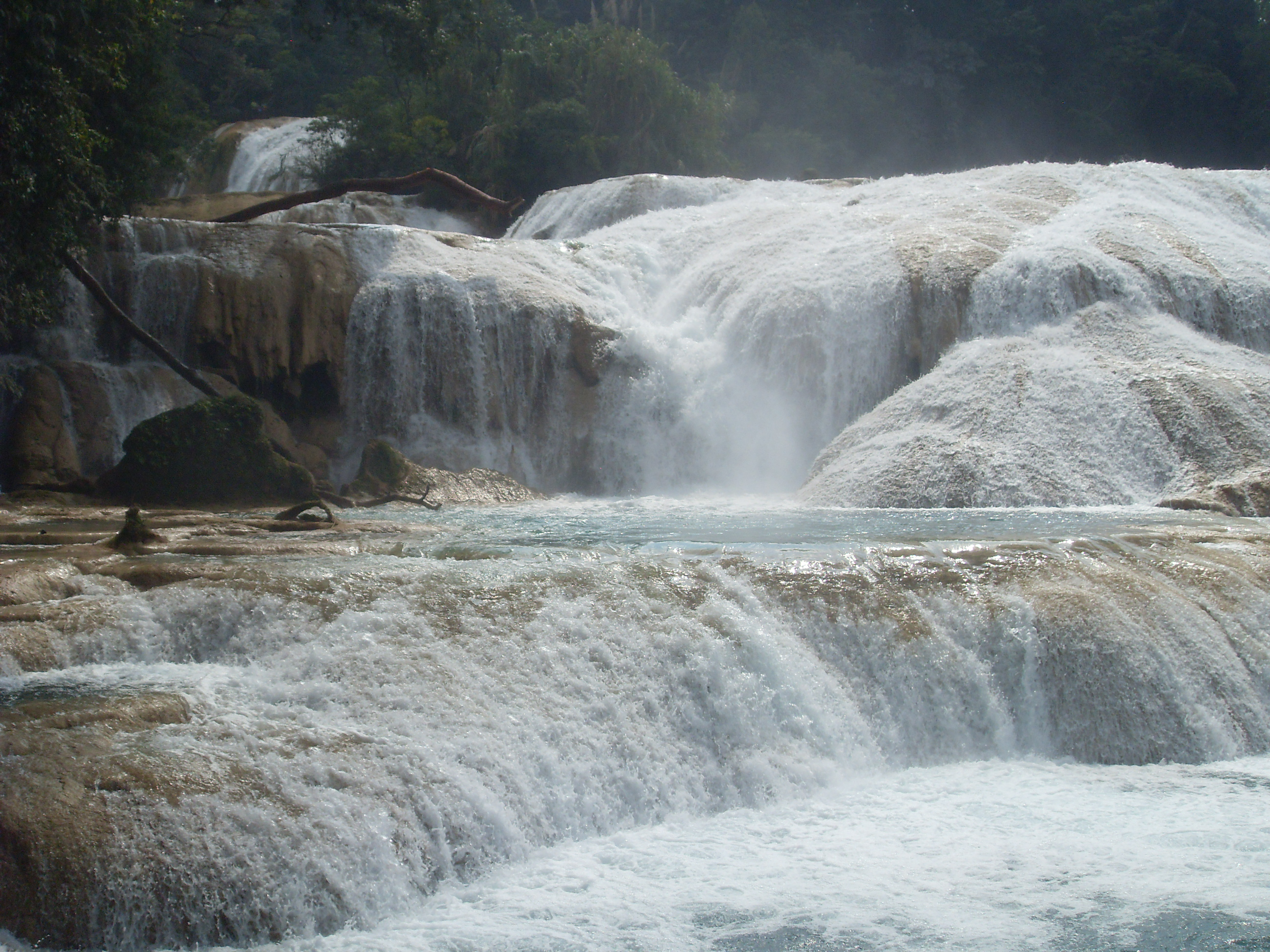
Fragment wodospadu

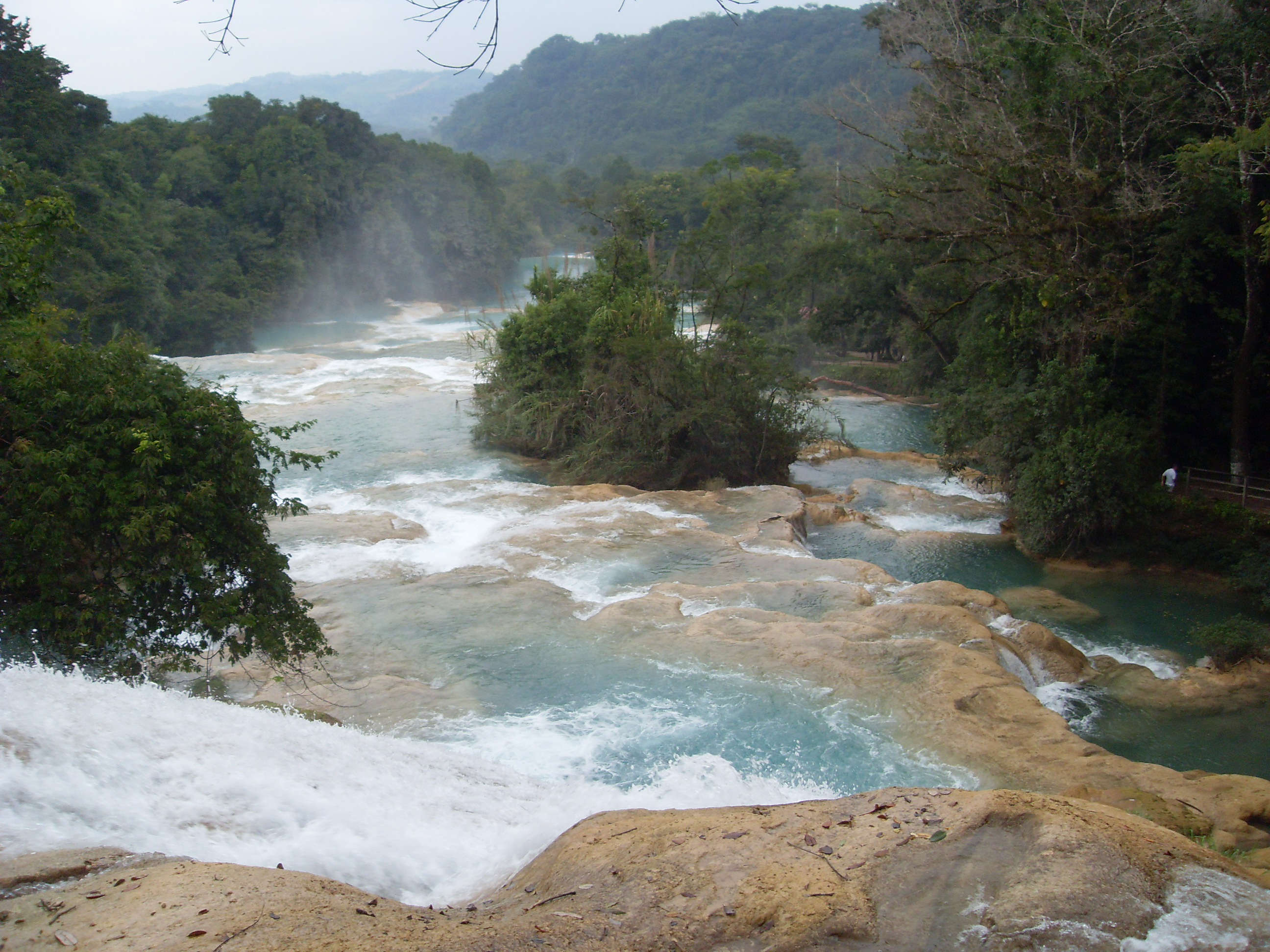
Widok wodospadów z góry

Wodospady Agua Azul (hiszp. Cataratas de Agua Azul, hiszp. Cascadas de Agua Azul) - ciąg około 500 niewielkich pojedynczych wodospadów w północnej części meksykańskiego stanu Chiapas, powstały dzięki zbiegowi rzek Otulún, Shumuljá i Tulijá, w odległości 69 km od Palenque, przy drodze biegnącej do Ocosingo. Obszar ten jest chroniony w ramach tzw. Specjalnego Rezerwatu Biosfery. Woda ma wyjątkowy, niebieskawy odcień z powodu dużej zawartości minerałów, zwłaszcza węglanu sodu i wodorotlenku magnezu, które osadzają się także na kamieniach i pniach drzew. Ta sama rzeka w swym niższym biegu tworzy również rozlewisko Agua Clara oraz wodospad Misol-Ha.